# Giovanni Dalla Bona
Giovanni Dalla Bona (né le 21 septembre 1951 à Pressana et mort le 18 janvier 2021) est un coureur cycliste italien.

## Biographie
Giovanni Dalla Bona a remporté le Tour du Frioul-Vénétie julienne en 1971. Il est le frère de Luciano Dalla Bona, également cycliste professionnel.
Il meurt à 69 ans des suites d'une longue maladie,.

## Palmarès
- 1970
  - 3e du Gran Premio Palio del Recioto
- 1971
  - Tour du Frioul-Vénétie julienne
- 1972
  -  Champion du monde militaires du contre-la-montre
  - Coppa Pietro Linari (avec Gino Fochesato)

## Résultats sur les grands tours

### Tour de France
1 participation
- 1975 : abandon (13e étape)

### Tour d'Italie
2 participations
- 1973 : 110e
- 1974 : abandon (3e étape)